# Зинченко, Николай Аксёнович
Николай Аксёнович Зинченко (29 ноября 1918 — 26 февраля 1944) — старший лейтенант Рабоче-крестьянской Красной Армии, участник советской-финской и Великой Отечественной войн, Герой Советского Союза (1940).

## Биография
Николай Зинченко родился 29 ноября 1918 года в селе Вишнёвый Дол (ныне — Краснодонский район Луганской области Украины). Получил среднее образование. В 1937 году Зинченко был призван на службу в Рабоче-крестьянскую Красную Армию. Окончил Ворошиловградскую военную авиационную школу пилотов.
Участвовал в советско-финской войне, будучи младшим лётчиком 50-го скоростного бомбардировочного авиаполка 18-й скоростной бомбардировочной авиабригады 7-й армии Северо-Западного фронта. За время своего участия в боях он совершил 21 боевой вылет на штурмовку аэродромов, железнодорожных эшелонов и станций, скоплений боевой техники и живой силы финских войск.
Указом Президиума Верховного Совета СССР от 21 марта 1940 года за «образцовое выполнение боевых заданий командования и проявленные при этом отвагу и геройство» младший лейтенант Николай Зинченко был удостоен высокого звания Героя Советского Союза с вручением ордена Ленина и медали «Золотая Звезда» за номером 423.
С июня 1941 года — на фронтах Великой Отечественной войны. В 1943 году он окончил Военно-воздушную академию. Старший лейтенант Николай Зинченко погиб в бою под Кировоградом 26 февраля 1944 года. Похоронен в Пантеоне Вечной Славы Кировограда.
Был также награждён двумя орденами Красного Знамени и рядом медалей.
В честь Зинченко названа улица в Кировограде.